# Număr Ahile
Un număr Ahile este un număr puternic care nu este pătrat perfect.
Un număr întreg pozitiv n este un număr puternic dacă, pentru fiecare factor prim p al lui n, p2  este, de asemenea, un divizor. Cu alte cuvinte, toți factorii săi primi sunt cel puțin la puterea a doua. Totuși, nu toate numerele puternice sunt numere Ahile: numai cele care nu pot fi reprezentate ca mk, unde m și k sunt numere întregi pozitive mai mari de 1.
Numerele Ahile au fost numite de Henry Bottomley după Ahile, un erou al războiului troian, care era și el puternic, dar și imperfect. Numerele puternice Ahile sunt numerele Ahile ai căror indicatori Euler sunt, de asemenea, numere Ahile.
Numerele Ahile mai mici decât 5000 sunt:
72, 108, 200, 288, 392, 432, 500, 648, 675, 800, 864, 968, 972, 1125, 1152, 1323, 1352, 1372, 1568, 1800, 1944, 2000, 2312, 2592, 2700, 2888, 3087, 3200, 3267, 3456, 3528, 3872, 3888, 4000, 4232, 4500, 4563, 4608, 5000.